# Fuero del Trabajo
Fuero del Trabajo (1938) és una de les vuit Lleis Fonamentals del franquisme, promulgada el 24 d'abril de 1938 en plena guerra civil espanyola., si bé és cert que en el moment de la seva promulgació els nacionals duien un clar avantatge en la contesa; de fet va ser l'any 1938 quan Francisco Franco va crear el Govern d'Espanya.
Aquesta llei articulava les relacions del món del treball i establia els fonaments sobre els que s'organitzaria l'economia del nou Estat. A més a més, regulava les relacions laborals i establia els principis del nacionalisme.
Aquest text és d'ideologia falangista, família franquista que va tenir especial influència en la qüestió laboral i els mitjans durant la guerra i la dictadura, i entre els seus principals punts es conten la regulació de la jornada laboral i del descans, es crea la Magistratura del Treball i així mateix es creen els sindicats verticals o grocs, que són aquells que agrupaven per igual a patrons i obrers, amb el que l'acord es feia impossible.